# Locarno (Varallo)
Locarno is een plaats (frazione) in de Italiaanse gemeente Varallo Sesia.